# 飯田淳平
飯田淳平（1981年8月14日—），日本足球裁判，其出生地為神奈川縣小田原市。飯田於2004年兼讀日本足球協會開辦的裁判課程，並於2005年12月畢業。2007年8月，他取得為J2聯賽的判法資格，2009年4月15日東京綠茵對鳥棲砂岩的聯賽中，綠茵的中場球員菅原智在開賽僅9秒因推倒對方前鋒池田圭而被飯田紅牌罰離場，創下了最快紅牌直接離場的世界紀錄。
翌年，飯田得以在J1聯賽判法，但他卻在大宮松鼠對東京FC的賽事中誤判前者的入球無效，因而引起爭議。雖然如此，但他還是於2011年成為日本足協承認的專業裁判(プロフェッショナルレフェリー)，同年，他還成為國際足協轄下的國際裁判，得以為國際性賽事判法。2012年7月和12月，他先後為2013年東亞盃的首圈和第二圈資格賽的數場賽事執法。
2024年2月11日，饭田被亚足联指派担任2023年卡塔尔亚洲杯决赛卡塔尔对阵约旦的助理视频助理裁判。

## 資料來源
1. ↑  東京Ｖ・菅原智、開始10秒足らずで退場 的存檔，存档日期2013-05-15.
2. ↑  誤審!?ラファエル幻ゴールに権田「入っていましたね」  的存檔，存档日期2013-08-07.
3. ↑  . the-AFC.   [2024-02-11]. （原始内容存档于2024-04-03） （英语）.